# Суинг (танц)
Вижте пояснителната страница за други значения на Суинг.
Суинг е група танци, които се появяват по време на ерата на суинга (1930-те и 1940-те). Те са доста раздвижени и се танцуват в различни клубове дори преди появата на суинг музиката.
Специфичното за суинга облекло е лятната, леко широка рокля за жените, а за мъжете сандалите и костюма, шапката тип борсалино, тиранти и високите панталони, макар че този стереотип не е валиден за всички видове суинг. Множеството танци от групата на суинга се зараждат в предградията с чернокожо население на базата на африкански народни танци, но една малка част се раждат в английските етнически общества. Обикновено под суинг се разбират някои от следните танци: линди хоп, буги-вуги, чарлстон, шаг, балбоа и блус.
В България суинг танците за първи път се появяват през 2008. Първите школи по суинг танци произлизат от преподаватели по Акробатичен Рокендрол. Заедно с това, започват и първите суинг партита в София.